# Automeris escalantei
Automeris escalantei é uma espécie de mariposa do gênero Automeris, da família Saturniidae.
Sua ocorrência foi registrada na Guatemala, Honduras, México e Nicarágua. No México foi registrada no estado de Chiapas, Comitan, Santa Rosa.